# Amiga CD32
Amiga CD³²（Amiga CD32）是1993年9月17日由康懋达国际发售的游戏机，前代为康懋达CDTV，为康懋达国际的第一款32位游戏机，也是其最后一款游戏机，最终销量为约10万台，于1994年4月29日停产。之后康懋达国际正式破产。

## 概述
Amiga CD³²是歐洲第一台32位元下一代機器。它基於康懋達發布的Amiga系列個人電腦（Amiga 1200 ）的技術，可以透過連接第三方滑鼠和鍵盤升級到相當於全規格Amiga 1200。除了兼容Amiga 1200外，還兼容上一代康懋達CDTV （由於CPU速度或操作系統版本的差異，某些軟件可能無法運行）。
作為一款基於CD-ROM的遊戲機，在其發布後的1993年聖誕節銷售季期間在英國的銷量尤其強勁，但在1994年次世代機大戰全面展開時以及六個月後就失去了動力。 1994年4月，康懋達破產，該公司的發展就結束了。
事實上，它是Amiga系列中的最後一個硬件，也是康懋達的最後一個硬體。據估計，康懋達破產前已售出約10萬輛。

## 歷史
擁有Amiga系列個人電腦的Commodore甚至在20世紀90年代中期下一代電腦運動開始之前就對基於CD的多媒體設備表現出了興趣，並開始開發一種名為Commodore CDTV的多媒體設備來與荷蘭飛利浦競爭該公司於1991年發佈了一款媒體設備，但「多媒體設備」的概念並不明確，未能吸引消費者，導致商業失敗。因此，Amiga CD32被開發為遊戲機，而不是開發模糊的多媒體產品。考慮到第一代Amiga系列最初被規劃為遊戲機而非個人電腦，從某種意義上來説，這是一款旨在迴歸Amiga系列本源的產品。